# يحمور (طرطوس)
يحمور بلدة سورية في منطقة طرطوس التابعة لمحافظة طرطوس. تقع على بعد حوالي 8 كم إلى الجنوب الشرقي من مدينة طرطوس على طريق صافيتا. توجد فيها قلعة يحمور. تعتبر يحمور مركز بلدية وتتبع لها القرى التالية: الزرقات، المنية، فطاسية، مزرعة بيت سلامة، مزرعة الرباص، مزرعة ضهر بيت حسن. يبلغ عدد سكانها حوالي 8500 نسمة.